# Supramolekulare Chemie
Die Supramolekulare Chemie ist ein Teilgebiet der Chemie, das sich mit der Assoziation von Molekülen zu übergeordneten (Supra-)Strukturen beschäftigt. Sie beschäftigt sich mit Prozessen der Selbstassemblierung und der Wirt-Gast-Chemie (englisch: host-guest chemistry) und daraus resultierenden supramolekularen Systemen. Prägend für dieses Gebiet waren Erkenntnisse über Aggregate aus Enzymen und ihren Substraten. Zur Erforschung von Supramolekülen werden interdisziplinär Methoden aus allen Bereichen der Chemie und Physik eingesetzt. Für ihre Beiträge dazu wurden Donald J. Cram, Jean-Marie Lehn und Charles Pedersen 1987 mit dem Nobelpreis für Chemie geehrt und auch der Nobelpreis 2016 an Jean-Pierre Sauvage, J. Fraser Stoddart und Bernard L. Feringa betraf mit Molekularen Maschinen und Mechanisch verzahnten Molekülen (wie Catenane, Rotaxane) einen wichtigen Bereich der supramolekularen Chemie.

[18]Krone-6, ein Kronenether

Cram erklärte Wirt-Gast-Komplexe folgendermaßen: 

„Diese Komplexe bestehen aus zwei oder mehr Molekülen oder Ionen, deren einzigartige Strukturen durch andere Kräfte als den kovalenten Bindungen zusammengehalten werden. […] Diese elektrostatischen Kräfte schließen Wasserstoffbrücken, Ion-Paar-Bildung, Säure-Base-Wechselwirkungen, Metall-Ligand-Wechselwirkungen, Van-der-Waals-Kräfte und hydrophobe Wechselwirkungen ein.“

Zu den meistuntersuchten Verbindungsklassen in der Supramolekularen Chemie gehören die Kronenether, die Kryptanden und Kryptate, nebst den zugehörigen Metalla-Topomere, ebenso wie die Cyclodextrine und Calixarene. Aber auch anorganische Wirte wie Zeolithe und Polyoxovanadate sind möglich.
Die Untersuchung dieser Assoziate verfolgt mehrere Ziele: Sie versucht sowohl, tiefere Einsichten in die Natur von Enzym-Substrat-Komplexen zu vermitteln, als auch den Zugang zu verbesserten Katalysatoren und analytischen Methoden zu ermöglichen. Des Weiteren strebt die Supramolekulare Chemie danach, neue Materialien mit möglichst maßgeschneiderten Eigenschaften zu synthetisieren. Zu nennen wären dazu molekulare Maschinen wie beispielsweise ein molekularer Schalter oder ein synthetischer molekularer Motor. Das wichtigste Werkzeug der Supramolekularen Chemie ist hierbei jeweils die spontane Selbstassemblierung (Selbstgruppierung) und Selbstorganisation.

## Metallo-supramolekulare Chemie
Im Teilgebiet der metallo-supramolekularen Chemie werden Metallionen als wichtige strukturbildende Baugruppen eingesetzt. Die so erhaltenen Strukturen (zum Beispiel Gitterförmige Metallkomplexe) werden im Vergleich mit den rein organischen Strukturen gleicher Topologie als Metallo-Topomere bezeichnet.